# Сторожевые корабли проекта 22120
Пограничные патрульные корабли проекта 22120 «Пурга» — серия российских многоцелевых пограничных патрульных кораблей 2-го ранга ледового класса для береговой охраны.
Корпус этого корабля оснащён ледовым подкреплением, позволяющим преодолевать льды наибольшей толщиной до 1 метра. Также, по информации агентства ИТАР-ТАСС, пограничный патрульный корабль может поступить в распоряжение Военно-морского флота России.
На июнь 2025 года — запланировано строительство 12 кораблей, построено 12 (11 в составе флота), 0 строится.

## Проект
Этот проект разрабатывался в петербургском ЦМКБ «Алмаз» по заказу Федеральной таможенной службы Российской Федерации (ФТС России). После отказа ФТС России от кораблей данного проекта, финансирование проекта продолжилось со стороны Пограничной службы Федеральной службы безопасности Российской Федерации (ПС ФСБ России) для обновления корабельного состава кораблями этого проекта.
Предполагается, что корабли серии будут нести службу в северных морях России с базированием в Финском заливе, в Японском, Охотском, Баренцевом морях, поэтому корабли серии имеют ледовое усиление, обеспечивающие самостоятельное плавание в зимне-весеннюю навигацию в разреженном однолетнем льду толщиной до 0,6 метра, 0,8 метра в летне-осеннюю навигацию. Радиолокационные средства позволяют обнаружить нарушителей на расстоянии до 40 морских миль. Также на борту смонтирована вертолётная площадка, использование вертолёта позволяет расширить возможности кораблей — увеличивается патрулируемая площадь, обеспечивается скорейшее задержание нарушителей границы.

## История строительства

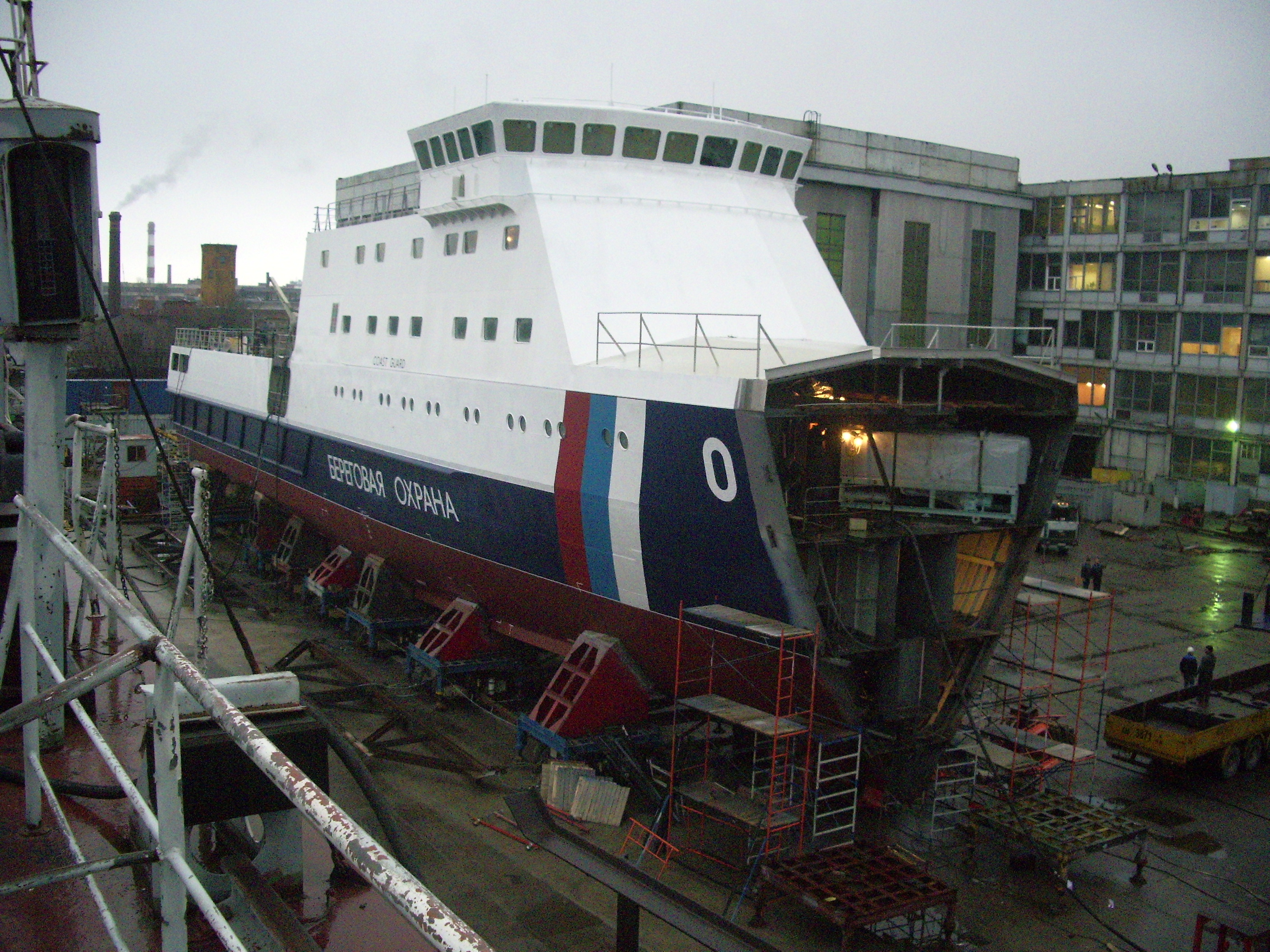
ПС-824 на стапеле.

Головной корабль проекта 22120, заводской № 050 был заложен на Петербургском судостроительном заводе «Алмаз» в 2007 году как большое таможенное судно для нужд ФТС России. Позже проект корабля был пересмотрен в интересах ПС ФСБ России, и тактический номер ПС-581 изменён на ПС-824. Спуск на воду состоялся 24 декабря 2009 года. ПС-824 передан пограничной службе 22 декабря 2010 года. С мая 2010 года в Выборге были отработаны практические задачи, и летом 2010 года ПС-824 перешёл Северным морским путём на Тихий океан. В начале 2013 года на ООО «Ливадийский ремонтно-судостроительный завод» (Приморский край) был заменён главный двигатель весом более 22 тонн. В срок менее чем полтора месяца была подготовлена техническая документация и произведена сама замена.
Первый серийный корабль по заказу Управления Береговой охраны Пограничной Службы ФСБ России, заводской № 051, заложен 25 ноября 2011 года также на судостроительном заводе «Алмаз». Корабль получил тактический номер ПС-825. Спуск на воду состоялся 4 декабря 2012 года. 5 июля 2013 года на ПС-825 был торжественно поднят флаг, и корабль вошёл в состав кораблей ПС ФСБ РФ. По словам главного конструктора ПКБ «Петробалт», курирующего этот проект Ильи Вадимовича Щербакова, ПС-825 отличается от головного — в частности, установлены усовершенствованные средства связи, вспомогательное оборудование и улучшена обитаемость корабля. Переход к месту службы на Тихом океане прошёл через Мурманск, далее Северным морским путём через Берингов пролив на Тихий океан к острову Сахалин в город Невельск. На борту корабля находился епископ Нарьян-Марский и Меземский Иаков, который сопровождал мощи Николая Чудотоворца и Поклонный крест, который установили на одном из островов близ Сахалина.

## Представители
| №  | Название                                                     | Бортовой № | Заводской № | Закладка   | Спуск на воду | Передача заказчику | Место службы                                             | Примечания                                               |
| -- | ------------------------------------------------------------ | ---------- | ----------- | ---------- | ------------- | ------------------ | -------------------------------------------------------- | -------------------------------------------------------- |
| 1  | «Контр-адмирал Колчин Е. С.» (ранее ПС-581, ППС-824, ПС-824) | 151        | 050         | 25.06.2006 | 24.12.2009    | 29.04.2011         | БОХР ПС ФСБ России по Сахалинской области (с 16.09.2011) | Базирование в г. Невельск. В строю                       |
| 2  | «Контр-адмирал Дианов» (ранее ПС-825, ППС-825)               | 108        | 051         | 25.11.2011 | 04.12.2012    | 05.07.2013         | БОХР ПС ФСБ России по Сахалинской области (с 14.09.2013) | Базирование в г. Невельск. В строю                       |
| 3  | «Камчатка»                                                   | 257        | 052         | 24.05.2017 | 16.05.2018    | 23.11.2018         | БОХР ПС ФСБ России по восточному арктическому району     | 29.09.2019 прибыл в г. Петропавловск-Камчатский В строю  |
| 4  | «Забайкалье»                                                 | 451        | 053         | 30.05.2018 | 18.04.2019    | 07.2019            | БОХР ПС ФСБ России по восточному арктическому району     | 29.09.2019 прибыл в г. Петропавловск-Камчатский. В строю |
| 5  | «Таймыр»                                                     | 258        | 054         | 30.05.2018 | 29.07.2019    | 10.07.2020         | БОХР ПС ФСБ России по восточному арктическому району     | 25.09.2020 прибыл в г. Петропавловск-Камчатский. В строю |
| 6  | «Адмирал Угрюмов»                                            | 455        | 055         | 2020       | 15.04.2021    | 16.08.2021         | БОХР ПС ФСБ России по Сахалинской области                | 01.10.2021 прибыл в г. Невельск (о.Сахалин). В строю     |
| 7  | «Ладога»                                                     | 150        | 056         | 2020       | 10.06.2021    | 29.09.2021         | БОХР ПС ФСБ России по западному арктическому району      | 25.08.2022 прибыл в г. Мурманск. В строю                 |
| 8  | ППК-831                                                      | 457        | 057         | 2021       | 26.04.2022    | 30.09.2022         | БОХР ПС ФСБ России по Приморскому краю                   | 02.10.2023 прибыл в г. Находка. В строю                  |
| 9  | «Подольск»                                                   | 458        | 058         | 2022       | 20.05.2023    | 11.11.2023         | БОХР ПС ФСБ России по Сахалинской области                | 09.10.2024 прибыл в г. Невельск. В строю                 |
| 10 | «Уфа»                                                        | 263        | 059         | 2022       | 17.06.2023    | 29.12.2023         | БОХР ПС ФСБ России по восточному арктическому району     | Базирование г. Петропавловск-Камчатский. В строю         |
| 11 | «Сахалин»                                                    | 460        | 060         | 2023       | 28.05.2024    | 18.12.2024         | БОХР ПС ФСБ России по Сахалинской области                | В строю                                                  |
| 12 | «Холмск»                                                     | 461        | 061         | 2023       | 10.06.2025    | 12.2025            | БОХР ПС ФСБ России по Сахалинской области                | Проходит испытания                                       |